# L’Hôpital-sous-Rochefort
L’Hôpital-sous-Rochefort korábbi község (település) Franciaországban, Loire megyében. 2025. január 1-jén Débats-Rivière-d’Orpra és Saint-Laurent-Rochefort községgel egyesült és delegált községként Solore-en-Forez új község része lett.
Lakosainak száma 106 fő (2022. január 1.). L’Hôpital-sous-Rochefort Débats-Rivière-d’Orpra, Saint-Laurent-Rochefort és Saint-Sixte községekkel határos.

## Népesség
A település népességének változása:
| Lakosok száma | 244  | 132  | 124  | 104  | 119  | 112  | 110  | 109  | 108  | 106  |
|               | 1968 | 1982 | 1990 | 2006 | 2013 | 2015 | 2017 | 2019 | 2020 | 2022 |